# Lista de episódios de House of Anubis
Segue abaixo uma lista de episódios da série de televisão britânica, Mistério de Anubis exibida oficialmente pelo canal a cabo Nickelodeon.
A série estreou no dia 1 de janeiro de 2011, com um episódio piloto nos Estados Unidos, e terminou no dia 19 de Fevereiro de 2011 sua primeira temporada. A segunda temporada estreou no dia 9 de janeiro de 2012, e com previsão de fim para 9 de março de 2012.

## Resumo da série
| Temporada        | Temporada | Episódios           | Estados Unidos       | Estados Unidos          | Brasil                 | Brasil                 | Portugal            | Portugal             |
| Temporada        | Temporada | Episódios           | Início               | Final                   | Início                 | Final                  | Início              | Final                |
| ---------------- | --------- | ------------------- | -------------------- | ----------------------- | ---------------------- | ---------------------- | ------------------- | -------------------- |
|                  | 1         | 60                  | 1 de janeiro de 2011 | 19 de fevereiro de 2011 | 23 de junho de 2011    | 12 de agosto de 2011   | 4 de junho de 2011  | 28 de julho de 2011  |
|                  | 2         | 90                  | 7 de janeiro de 2012 | 9 de março de 2012      | 25 de junho de 2012    | 7 de agosto de 2012    | 18 de junho de 2012 | 31 de agosto de 2012 |
|                  | 3         | 40                  | 3 de janeiro de 2013 | 11 de abril de 2013     | 4 de maio de 2013      | 21 de setembro de 2013 | 15 de abril de 2013 | 7 de junho de 2013   |
| Filme televisivo | 3         | 17 de junho de 2013 | 17 de junho de 2013  | 28 de setembro de 2013  | 28 de setembro de 2013 | 28 de junho de 2013    | 28 de junho de 2013 |                      |

## 1ª Temporada (2011)
- Nathalia Ramos, Brad Kavanagh, Ana Mulvoy Ten, Jade Ramsey, Alex Sawyer e Eugene Simon estão presente em todos os episódios.
- Tasie Dhanraj está ausente em 2 episódio (15, 47).
- Bobby Lockwood está ausente em 5 episódios (18, 38-40, 47).
- Klariza Clayton está presente em 9 episódios (1, 30, 31, 32, 37, 47, 58, 59, 60).

| Ep. da Série | Ep. da Temporada | Título do Episódio                                                                   | Datas de Exibição                                                |
| ------------ | ---------------- | ------------------------------------------------------------------------------------ | ---------------------------------------------------------------- |
| 1–2          | 1–2              | "Casa dos Segredos/Casa de Atitude" "House of Secrets/House of Attitude"             | 01 de Janeiro de 2011 23 de Junho de 2011 04 de Junho de 2011    |
| 3–4          | 3–4              | "Casa do Pássaro Preto/Casa dos Desafios" "House of the Black Bird'/House of Dares'" | 01 de Janeiro de 2011 05 de Julho de 2011 14 de Junho de 2011    |
| 5–6          | 5–6              | "Casa das Mentiras/Casa dos Fechamentos" "House of Lies/House of Locks"              | 01 de Janeiro de 2011 06 de Julho de 2011 15 de Junho de 2011    |
| 7–8          | 7–8              | "Casa dos Olhos/Casa dos Arquivos" "House of Eyes/House of Agenda"                   | 02 de Janeiro de 2011 07 de Julho de 2011 16 de Junho de 2011    |
| 9–10         | 9–10             | "Casa das Chaves/Casa da Descoberta" "House of Keys/House of Discovery"              | 02 de Janeiro de 2011 08 de Julho de 2011 17 de Junho de 2011    |
| 11–12        | 11–12            | "Casa de Hyper/Casa das Fraudes" "House of Hyper/House of Cheats"                    | 10 de Janeiro de 2011 11 de Julho de 2011 20 de Junho de 2011    |
| 13–14        | 13–14            | "Casa dos Boatos/Casa dos Intrusos" "House of Rumors/House of Intruders"             | 11 de Janeiro de 2011 12 de Julho de 2011 21 de Junho de 2011    |
| 15–16        | 15–16            | "Casa da Prova/Casa da Confrontação" "House of Proof/House of Confrontation"         | 12 de Janeiro de 2011 13 de Julho de 2011 22 de Junho de 2011    |
| 17–18        | 17–18            | "Casa dos Alarmes/Casa das Chamas" "House of Alarms/House of Flames"                 | 13 de Janeiro de 2011 14 de Julho de 2011 23 de Junho de 2011    |
| 19–20        | 19–20            | "Casa das Passagens/Casa do Sequestro" "House of Passages/House of Kidnap"           | 14 de Janeiro de 2011 15 de Julho de 2011 24 de Junho de 2011    |
| 21–22        | 21–22            | "Casa do Gato Morto/Casa das Câmeras" "House of Cat-Nap/House of Cameras"            | 18 de Janeiro de 2011 18 de Julho de 2011 27 de Junho de 2011    |
| 23–24        | 23–24            | "Casa dos Números/Casa dos Sustos" "House of Numbers/House of Scares"                | 19 de Janeiro de 2011 19 de Julho de 2011 28 de Junho de 2011    |
| 25–26        | 25–26            | "Casa dos Falsificadores/Casa da identidade" "House of Fakers/House of Identity"     | 20 de Janeiro de 2011 20 de Julho de 2011 29 de Junho de 2011    |
| 27–28        | 27–28            | "Casa da Emergência/Casa da Reunião" "House of Emergency/House of Reunion"           | 21 de Janeiro de 2011 21 de Julho de 2011 30 de Junho de 2011    |
| 29–30        | 29–30            | "Casa das Memórias/Casa do Drama" "House of Memories/House of Drama"                 | 24 de Janeiro de 2011 22 de Julho de 2011 01 de Julho de 2011    |
| 31–32        | 31–32            | "Casa dos Códigos/Casa do Risco" "House of Codes/House of Risk"                      | 25 de Janeiro de 2011 25 de Julho de 2011 04 de Julho de 2011    |
| 33–34        | 33–34            | "Casa dos Ladrões/Casa do Perigo" "House of Thieves/House of Hazard"                 | 26 de Janeiro de 2011 26 de Julho de 2011 05 de Julho de 2011    |
| 35–36        | 35–36            | "Casa das Charadas/Casa do Encontro" "House of Charades/House of Rendezvous"         | 27 de Janeiro de 2011 27 de Julho de 2011 06 de Julho de 2011    |
| 37–38        | 37–38            | "Casa do Salvamento/Casa da Apreensão" "House of Rescue/House of Arrest"             | 31 de Janeiro de 2011 28 de Julho de 2011 07 de Julho de 2011    |
| 39–40        | 39–40            | "Casa do Embuste/Casa da Época" "House of Hoax/House of Time"                        | 01 de Fevereiro de 2011 29 de Julho de 2011 08 de Julho de 2011  |
| 41–42        | 41–42            | "Casa dos Estrangeiros/Casa das Máscaras" "House of Aliens/House of Masks"           | 02 de Fevereiro de 2011 01 de Agosto de 2011 11 de Julho de 2011 |
| 43–44        | 43–44            | "Casa da Perseguição/Casa de Ontem" "House of Pursuit/House of Yesterday"            | 03 de Fevereiro de 2011 02 de Agosto de 2011 12 de Julho de 2011 |
| 45–46        | 45–46            | "Casa da Vitória/Casa dos Subôrnos" "House of Victory/House of Bribes"               | 04 de Fevereiro de 2011 03 de Agosto de 2011 13 de Julho de 2011 |
| 47–48        | 47–48            | "Casa do Veneno/Casa das Estrelas" "House of Venom/House of Stars"                   | 14 de Fevereiro de 2011 04 de Agosto de 2011 14 de Julho de 2011 |
| 49–50        | 49–50            | "Casa de Áspero/Casa das Luzes" "House of Harsh/House of Lights"                     | 15 de Fevereiro de 2011 05 de Agosto de 2011 15 de Julho de 2011 |
| 51–52        | 51–52            | "Casa da Fidelidade/Casa das Pragas" "House of Allegiance/House of Pests"            | 16 de Fevereiro de 2011 08 de Agosto de 2011 18 de Julho de 2011 |
| 53–54        | 53–54            | "Casa da Traição/Casa da Revelação" "House of Betrayal/House of Revelation"          | 17 de Fevereiro de 2011 09 de Agosto de 2011 25 de Julho de 2011 |
| 55–56        | 55–56            | "Casa de Pesado/Casa do Hush" "House of Heavy/House of Hush"                         | 18 de Fevereiro de 2011 10 de Agosto de 2011 26 de Julho de 2011 |
| 57–58        | 57–58            | "Casa dos Espiões/Casa da Picada" "House of Spies/House of Sting"                    | 18 de Fevereiro de 2011 10 de Agosto de 2011 27 de Julho de 2011 |
| 59–60        | 59–60            | "Casa de Nunca/Casa de Para Sempre" "House of Never/House of Forever"                | 22 de Fevereiro de 2011 12 de Agosto de 2011 28 de Julho de 2011 |

## 2ª Temporada (2012)
- Brad Kavanagh, Ana Mulvoy Ten, Jade Ramsey e Tasie Dhanraj estão presente em todos os episódios.
- Nathalia Ramos está ausente por 1 episódio (85).
- Burkely Duffield se junta ao elenco principal no episódio 15 e esteve ausente por 2 episódios. (37-38)
- Bobby Lockwood tem estado ausente por 77 episódios até agora. (13-89)
- Klariza Clayton esteve ausente por 6 episódios até agora. (31-34, 53-54)
- Alex Sawyern esteve ausente por 2 episódios até agora. (53-54)
- Eugene Simon esteve ausente por 2 episódios até agora. (55-56)

| Ep. da Série | Ep. da Temporada | Título do Episódio                                                                  | Datas de Exibição                                                 |
| --- | ---------------- | ----------------------------------------------------------------------------------- | ----------------------------------------------------------------- |
| 61–62 | 1–2              | "De volta à Casa/Casa de Bonecas" "House of Hello/House of Dolls"                   | 07 de Janeiro de 2012 25 de Junho de 2012 18 de Junho de 2012     |
| Os estudantes retornam após as férias. Amber é lamentando concordar em ser namorada de Alfie. Sibuna tem uma festa à meia-noite no sótão e são logo juntou-se ao resto dos moradores no Anubis casa. Âmbar encontra uma casa de bonecas que é uma réplica exata de Anubis casa. Eles apanhados por Victor e arquivos de todo mundo descendo as escadas e volta para seus quartos, mas Nina está determinado a procurar um novo esconderijo para a Copa de Ankh. Victor encontra-la assim que ela coloca no porta secreta. Ele assusta Nina, fazendo-a bater uma caixa fora da mesa. Como Nina desce as escadas, ela ouve Victor pegar a boneca velha que ela derrubou. Ele recita um enigma sobre um livro de água, velha de vida, e as lágrimas de ouro. Ela diz Fabian tudo sobre isso e eles concordam para verificar uma biblioteca abandonada para o livro de velho que o enigma mencionado. Ao fazê-lo mais tarde naquele dia, eles encontram o Sr. doce e Victor já está lá. Eles se escondem atrás de uma estante e ouvi-los falar sobre o Livro de Isis e onde ele pode estar escondido. Fabian bate algo fora da prateleira eo episódio termina com Victor puxando o lençol, deixando-o a encontrá-los. |                  |                                                                                     |                                                                   |
| 63–64 | 3–4              | "Casa dos Espíritos/Casa da Chantagem" "House of Spirits/House of Blackmail"        | 10 de Janeiro de 2012 26 de Junho de 2012 19 de Junho de 2012     |
| Avó de Nina chega para visitar a casa. A aluna da sétima série chantageia Jerome. Alfie tenta se Âmbar para ser sua namorada, dando-lhe framboesa cupcakes, mas Amber é alérgico a framboesa e desenvolve um rosto manchado. Enquanto isso, Nina tem um sonho inspirado por enigma de Victor, que ela ouviu. Um espírito maligno sai do copo. Sibuna descobre que está chantageando Jerome, e Victor está convencido de que ele vai encontrar o Livro de Isis em uma exposição itinerante artefatos egípcios. Nina ouve alguns barulhos e vai para o sótão para examinar. Ela pega o copo para fora do esconderijo, e Senkhara sai. O espírito diz Nina para encontrar a máscara de Anúbis antes de qualquer outra pessoa ou perder sua vida. Trudy limpa o sótão para preparar um quarto e joga fora a casa de bonecas. Alfie salva-lo para dar a Amber e passa Etapa 1 no livro de namoro de Amber. |                  |                                                                                     |                                                                   |
| 65–66 | 5–6              | "Casa dos Rivais/Casa dos Rostos" "House of Rivals/House of Faces"                  | 11 de Janeiro de 2012 27 de Junho de 2012 20 de Junho de 2012     |
| Mara está chateado que a família de Mick está se movendo. Alfie tenta impressionar Âmbar com uma de suas fotos em uma capa de revista e passa Passo 2 no livro de namoro de Amber. Fabian escreve um poema para Nina, mas Nina tem outra coisa em sua mente. É descoberto que alguém pode ter encontrado o caminho para a máscara de Anúbis. Há uma réplica da Máscara de Anubis na exposição, assim que Nina e Fabian ir dar uma olhada. Irmã de Jerônimo, Poppy, lê a carta de seu pai para Jerome. Enquanto isso, a tentativa de Fabian de ler seu poema Nina falhar, e Nina tem outro sonho aterrorizante. |                  |                                                                                     |                                                                   |
| 67–68 | 7–8              | "Casa dos Mitos/Casa dos Pesadelos" "House of Myths/House of Nightmares"            | 12 de Janeiro de 2012 28 de Junho de 2012 21 de Junho de 2012     |
| Senkhara deixa sua marca em Nina, e padrinho de Fabian, Jasper, aconselha ela sobre a marca ea máscara, que ele acredita ser um mito. Jerome encontra poema de Fabian para Nina. A casa de bonecas começa a comunicar-se com Nina, e Nina acha que a máscara está na casa. Nina começa a ficar com ciúmes de Fabian e Joy tempo gasto com o outro. Alfie passa Passo 3 no livro de namoro de Amber, e Amber lhe diz que eles precisam ter uma data para o julgamento, antes de serem oficialmente "juntos". Mara decide que ela precisa fazer Mick romper com ela para que ele possa ir para uma escola de esportes na Austrália. Mara leva conselho implícito de Patrícia e age nerd em torno dele. O plano falha, tornando Mick como Mara ainda mais do que antes. Mais tarde, a casa de bonecas abre um compartimento secreto para revelar um mapa. Poppy pesquisa de seu pai e descobre algumas informações interessantes. Naquela noite, Senkhara marcas Fabian também. |                  |                                                                                     |                                                                   |
| 69–70 | 9–10             | "Casa das Combinações/Casa do Desgosto" "House of Combinations/House of Heartbreak" | 13 de Janeiro de 2012 29 de Junho de 2012 25 de Junho de 2012     |
| Fabian decide manter o segredo da marca Nina. O mapa leva Nina para pensar que a máscara está escondido na casa. Como Fabian e Alfie configurar um piquenique para o seu encontro duplo com Nina e Amber, respectivamente, Alfie continua dizendo que ele quer dar o melhor âmbar, de modo que ela não "colocá-lo no banco". Quando Nina e Fabian estão no porão, Nina tenta discutir com Fabian como âmbar continua dizendo que eles eram melhores amigos antes e ainda são, em vez de ser namorado e namorada. Fabian pensa Nina está tentando dizer que eles devem se separar. Os dois mutuamente decidir se separar. Âmbar salva Nina e Fabian de Victor quando são apanhados na adega. Mara encontra bilhetes para a Austrália no armário do Mick e acredita que Mick vai terminar com ela e ir embora. Ela descobre mais tarde que o pai de Mick tinha enviado os bilhetes como parte do suborno. Para tomar sua decisão fácil para ele, Mara rompe com ele. Alegria lê poema Fabian desde Jerome colocá-lo em sua prancheta após encontrá-lo, e ela acredita que é para ela. Como abraços Alegria Fabian depois do que ela pensou foi ajudar no discurso de abertura, Nina vê a marca no braço de chacal Fabian. Porque Fabian disse que ele não tinha qualquer marca de Nina antes, ela torna-se furiosa com ele. Âmbar aceita ser namorada de Alfie sem colocar mais testes. Enquanto isso, Poppy estabelece a procurar seu pai quando Jerome não querem ser envolvidos na investigação.                                                                              |                  |                                                                                     |                                                                   |
| 71–72 | 11–12            | "Casa dos Túneis/Casa do Adeus" "House of Tunnels/House of Goodbye"                 | 16 de Janeiro de 2012 02 de Julho de 2012 26 de Junho de 2012     |
| Sibuna encontra uma antecâmara e amuletos diversos. Mara ainda está chateado com Mick enquanto Jerome cria problemas entre Mara e Mick. Mick se prepara para sair para o bem. Todo mundo joga Mick uma festa surpresa, mas Mara decide não ir. Jerome decide contratar um investigador particular para encontrar seu pai. Mara finalmente decide dizer adeus a Mick. Nina, Fabian, e Amber voltar para a antecâmara para investigar mais. Âmbar puxa um livro e encontra um túnel atrás da estante antecâmara ao fazê-lo |                  |                                                                                     |                                                                   |
| 73–74 | 13–14            | "Casa da Proteção/Casa das Letras" "House of Protection/House of Letters"           | 17 de Janeiro de 2012 03 de Julho de 2012 27 de Junho de 2012     |
| Amber é temporariamente cego por um farol estranho que aparentemente é uma armadilha. Nina e Fabian descobrir a única coisa que pode protegê-los do farol: os amuletos. Nina e Fabian explorar a primeira tarefa, definida pelo pai de Sarah, Robert Frobisher-Smythe, nos túneis. A resposta está em alguns tomos antigos, mas um está faltando. Jerome lê uma carta para sua mãe de seu pai e faz uma descoberta chocante. Anubis Casa é atribuída uma governanta nova, chamada Vera, e ela parece ser mais desconfiados do que ninguém. |                  |                                                                                     |                                                                   |
| 75–76 | 15–16            | "Casa de Quem?/Casa das Fraudes" "House of Who?/House of Frauds"                    | 18 de Janeiro de 2012 04 de Julho de 2012 28 de Junho de 2012     |
| Um menino novo, Eddie, chega e instantaneamente torna um inimigo em Patricia. Âmbar surpresas Nina por encontrar algo que Nina foi procurando. Enquanto Jerome planeja golpe algum dinheiro com seus colegas de classe, Vera, a mãe nova casa, e Jasper têm uma reunião secreta. Eddie causa problemas na arrecadação de fundos de Jerônimo, e as coisas pioram quando Mara descobre que o fundraiser toda é uma farsa. Naquela noite, Senkhara invade sonhos de Amber e tentativas para marcar o seu também. |                  |                                                                                     |                                                                   |
| 77–78 | 17–18            | "Casa da Chance/Casa das Dívidas" "House of Chance/House of Divides"                | 19 de Janeiro de 2012 05 de Julho de 2012 2 de Julho de 2012      |
| Nina e Fabian enigma sobre o cubo misterioso que encontraram nos túneis, mas cai em mãos erradas. Logo, Jasper rouba-lo para o Collector, seu patrono aparente. Nina descobre como fazer o cubo misterioso em uma chave para abrir a primeira porta nos túneis e em breve, Sibuna enfrenta sua próxima tarefa: um esforço mortal que envolve armadilhas potencialmente fatais. |                  |                                                                                     |                                                                   |
| 79–80 | 19–20            | "Casa das Paixões/Casa da Vertigem" "House of Crushes/House of Vertigo"             | 20 de Janeiro de 2012 06 de Julho de 2012 3 de Julho de 2012      |
| Sibuna próxima tarefa é uma versão mortal egípcia de amarelinha. Se a sequência não está correto na primeira tentativa, o teto desce para esmagar tudo em seu caminho e manter a máscara escondida do mundo até o fim dos tempos. Enquanto isso, Jerome está desesperado para limpar a sua dívida depois de seu golpe de caridade falhar. Ele começa a venda de máscaras e vestidos para a dança. Infelizmente, ele se apresenta para ser banido por vender Nina, alegria, e Sra. Andrews o mesmo vestido. Sibuna descobre a seqüência correta de atravessar a amarelinha mortal. Em um sonho, no final, durante a dança, Fabian e Nina se beijam. Nina ouve Senkhara vocação e segue. |                  |                                                                                     |                                                                   |
| 81–82 | 21–22            | "Casa da Pressão/Casa do Deja Vu" "House of Pressure/House of Deja Vu"              | 23 de Janeiro de 2012 09 de Julho de 2012 4 de Julho de 2012      |
| O dia do baile chegou. Amber, Nina e Fabian tinha o mesmo sonho que envolve Senkhara empurrando Nina para o abismo da noite anterior. Vera e Trudy tem um bake-off durante a dança. Sra. Andrews encontra um recibo de perto bolo de Vera e suspeita que ela pode tê-lo comprado. Enquanto isso, para baixo nos túneis, Amber, Nina e Fabian tentar o desafio amarelinha mortal na noite do baile. Os três completar o desafio amarelinha, mas há um maior teste para vir. Eddie fica Patricia em apuros por causa da música e salva o dia. Nina e Fabian estão alarmados ao ver que o seu sonho da noite anterior está se tornando realidade. |                  |                                                                                     |                                                                   |
| 83–84 | 23–24            | "Casa do Capuz/Casa do Engano" "House of Hoods/House of Deceit"                     | 24 de Janeiro de 2012 10 de Julho de 2012 5 de Julho de 2012      |
| O Colecionador intimida Jasper em dar-lhe a chave para a exposição, mas Trudy descobre e se torna suspeito. O Colecionador de se infiltra na biblioteca para examinar a Exposição, levando a um barbear mais rente, tanto para Nina e Victor. Jerome e Alfie aposta Eddie que ele não pode convencer Patrícia para dançar, e Eddie ganha. Nina descobre como atravessar o abismo, mas quando ela corre para contar Fabian, ela vê a alegria de beijá-lo. Chateada, ela foge para os túneis, enquanto Jerome lê a carta que seu pai enviou a ele e sua irmã de prisão. Nina está com raiva de Fabian, mas ela lhe mostra e Amber o feixe de crocodilo, que eles precisam usar a ponte sobre o abismo. No entanto, a busca se torna ainda mais perigoso, porque Victor é hoje mais do que nunca para a descoberta dos túneis. |                  |                                                                                     |                                                                   |
| 85–86 | 25–26            | "Casa dos Sibuna/Casa do Payback" "House of Sibuna/House of Payback"                | 25 de Janeiro de 2012 11 de Julho de 2012 9 de Julho de 2012      |
| Jerome descobre que seu pai quer que ele visite na prisão. Patricia suaviza sua atitude para Eddie e depois descobre sobre a aposta. Alegria e Mara se inscrever para o site da escola. Amber e Fabian alistar Patricia e Alfie para ajudá-los a se ajustar a ponte sobre o abismo, mas quase cai dentro Sibuna práticas que colocam a viga, e Victor encontra o bloqueio na adega. Alfie não despejar Âmbar enquanto Patricia planeja sua vingança contra Eddie. Jerome e Mara visitar seu pai enquanto Sibuna encontra um novo perigo no abismo. |                  |                                                                                     |                                                                   |
| 87–88 | 27–28            | "Casa dos Pêndulos/Casa do Impasse" "House of Pendulums/House of Impasse"           | 26 de Janeiro de 2012 12 de Julho de 2012 10 de Julho de 2012     |
| Victor e Vera esconder no porão e ver Nina de sair. Assim, o código de antecâmara é revelada. Enquanto práticas Sibuna esquivando pêndulos, Patricia vingança sobre Eddie sai pela culatra. Como Sibuna entra na antecâmara, eles ficam chocados ao encontrar Victor pé lá. Victor foi cegado pelo flash farol, porém, e Sibuna apenas consegue evitá-lo. Poppy descobre que seu pai quer organizar uma visita à prisão e que Jerônimo não lhe disse. Sibuna atravessa o abismo, mas depois encontra um beco sem saída. Senkhara fica com raiva de Nina e lhe dá a marca para Amber, Patricia, e Alfie, bem como em vingança. Vera é retratado como sendo o coletor porque o coletor enviou o Vera mesma mensagem enviada para Jasper. |                  |                                                                                     |                                                                   |
| 89–90 | 29–30            | "Casa de Ajuda/Casa das Fobias" "House of Help / House of Phobias"                  | 27 de Janeiro de 2012 13 de Julho de 2012 11 de Julho de 2012     |
| Visão de Victor retorna no tempo para ele encontrar uma passagem importante na Máscara de Anúbis. Jerome vai visitar seu pai, mas ele acha que Poppy tem batido nele para ele. Sibuna encontra um túnel de rastreamento, e está implícito que ele poderia ser o único caminho até a próxima tarefa. Quando Alfie entra, ele entra em colapso, prendendo-o. Âmbar tenta resgatar Alfie do túnel de rastreamento, porém, ela não consegue, e Fabian tem que salvar os dois. Mais tarde, Amber e Alfie quebrar. Victor vê o amuleto em volta do pescoço de Amber e confisca jóias todos os alunos, invocando uma regra da escola obscura. Agora, os túneis são o seu para explorar. |                  |                                                                                     |                                                                   |
| 91–92 | 31–32            | "Casa de Isis/Casa dos Toques de Recolher" "House of Isis / House of Curfews"       | 30 de Janeiro de 2012 16 de Julho de 2012 12 de Julho de 2012     |
| Victor acerta um beco sem saída nos túneis. Quando retorna Victor dos túneis, Vera dá o Livro de Isis , que ela tinha encontrado no balcão localizado dentro estudo Robert Frobisher-Smithe, para Victor. No entanto, ela rouba o capítulo mais importante do primeiro livro. Sibuna tenta esgotar Victor por mantê-lo acordado a noite toda. Ele cai em um sono profundo para que eles possam roubar os amuletos dele. Jerome procura jóia de seu pai, mas não consegue encontrá-lo. Enquanto Nina e Fabian tentar tirar os amuletos off Victor, ele quase desperta do som de Nina cortar os amuletos fora dele. |                  |                                                                                     |                                                                   |
| 93–94 | 33–34            | "Casa dos Becos Sem Saída/Casa das Teias" "House of Dead-Ends / House of Webs"      | 31 de Janeiro de 2012 17 de Julho de 2012 16 de Julho de 2012     |
| Jerome informa Mara da missão de seu pai e diz a ela que seu pai quer que ele encontrar uma jóia especial em uma armadura. Quando Nina entra no túnel, ela encontra uma alavanca e puxa-a para abrir a porta ao lado nos túneis. Voltar pela entrada, as dobras de parede em si mesma e leva ao mais profundo para os túneis. As crianças chegam ao seu próximo desafio: uma teia de aranha gigante. Embora a pesquisa quartos das crianças, Vera recebe um porão do amuleto extras escondidos na casa de bonecas. Enquanto Nina, Fabian, Alfie e Amber estão em baixa nos túneis, Eddie e Patricia realizar tarefas para Victor. Mara diz Jerome que a armadura está escondido no escritório do Sr. Sweet. Jerome inadvertidamente convence Alfie para criar uma distração para atrair o Sr. fora doce de seu escritório, deixando um ganso pelo corredor. Embora a pesquisa para a gema, Jerome acidentalmente faz com que a armadura cair e ouve Mr. Sweet voltando para seu escritório. |                  |                                                                                     |                                                                   |
| 95–96 | 35–36            | "Casa das Frentes/Casa da Guarda" "House of Fronts / House of Keepers"              | 01 de Fevereiro de 2012 18 de Julho de 2012 17 de Julho de 2012   |
| Ganso Alfie é levado para o escritório do Sr. Sweet, e engole a gema. Victor decide forjar um amuleto falso, de modo que quando as crianças olham para encontrar o amuleto extra, eles não vão perceber que Victor roubou. Trudy diz a Sra. Andrews suas preocupações sobre Vera. Eddie e Patricia correr para jogar futebol americano, e Patrica perde seu amuleto. Joy pede Fabian para ir em uma data, mas ele não dá uma resposta definitiva. Victor chama todos para dentro para verificar a casa depois de um pacote de alimento suspeito de estimação chega no correio. Victor coloca o amuleto falso dentro da casa de bonecas. Patrícia percebe que seu amuleto está faltando e vai procurá-lo. Enquanto ela não tem sorte, alguém encontra o amuleto e leva-lo. |                  |                                                                                     |                                                                   |
| 97–98 | 37–38            | "Casa dos Cortes/Casa da Picada" "House of Hacks / House of Stings"                 | 02 de Fevereiro de 2012 19 de Julho de 2012 18 de Julho de 2012   |
| Sra. Mara Andrews pede para investigar Vera para um "perfil" no site. Jerome fica muito feliz quando o ganso passa a gema, até que Mara cai para baixo da pia. Patricia usa o amuleto falso para os túneis, e ela é cega. Os outros vão em frente para os túneis sem ela. Patricia ouve alguém chegando dentro dos túneis e cegamente procura por Sibuna. Como Sibuna explora a aranha tarefa web, Patrícia chega para avisá-los de que alguém está chegando. Como eles se escondem, Victor atinge a web e é picado pela web. Mr. Sweet diz Mara que Jasper foi o que garantiu trabalho de Vera. |                  |                                                                                     |                                                                   |
| 99–100 | 39–40            | "Casa da Traição/Casa dos Fios" "House of Double-Cross / House of Wires"            | 03 de Fevereiro de 2012 20 de Julho de 2012 19 de Julho de 2012   |
| Jerome pode ter perdido a jóia, mas ele agora tem amuleto de Patrícia, graças a Poppy. Nina e Fabian roubar a jóia de quarto de Vera e comércio com Jerome para proteger o amuleto. Mais tarde, Nina vê um enigma na casa de bonecas dizendo-lhe para seguir o "fio de prata do destino." Jerome tem a jóia, mas ele enfrenta outra complicação: o escudo está faltando. Enquanto isso, Eddie ouve Patricia dizendo Alegria que ela gosta dele. Mara investiga quarto de Vera para obter informações, mas Vera vem dentro e ela ameaça Mara, que agora teme Vera. Mara também se depara com a falta capítulo do Livro de Isis, que, em seguida, encontra o seu caminho para as mãos de Victor. E Sibuna descobre uma pista para a tarefa sinistra teia de aranha, incluindo um novo enigma e uma aranha gigante natural. |                  |                                                                                     |                                                                   |
| 101–102 | 41–42            | "Casa da Inveja/Casa dos Nomes" "House of Envy/House of Names"                      | 06 de Fevereiro de 2012 23 de Julho de 2012 23 de Julho de 2012   |
| Victor está traduzindo o Livro de Isis , mas não é tão fácil como ele esperava. Eddie tenta obter Patricia que admitir que ela gosta dele. Fabian e Joy ir ao cinema. Nina é ferido por ação de Fabian e decide que eles devem ir para os túneis para resolver a tarefa teia de aranha sem Fabian, mas é uma decisão que ela vai se arrepender depois da vida Alfie é colocada em perigo. Eddie e Patricia se comportam mal na sala de aula, mas é Patricia que Mr. Sweet pune. Alfie e Jerome perceber que, se Jerome quer o escudo em que a jóia pertence, ele vai ter que ganhar de volta de uma escola rival. Enquanto isso, os números Mara fora currículo que Vera é tudo mentira, e Nina descobre nome de Senkhara. Sibuna finalmente passa a tarefa de teia de aranha, abrindo uma porta, que então começa a fechar. Como se fecha, Nina caminha para dentro, sabendo que esta é a única chance que ela tem de ficar mais perto de encontrar a máscara. |                  |                                                                                     |                                                                   |
| 103–104 | 43–44            | "Casa das Provas/Casa dos Gênios" "House of Evidence/House of Genius"               | 07 de Fevereiro de 2012 24 de Julho de 2012 24 de Julho de 2012   |
| Como Mara reúne provas contra Vera, Sibuna completa a tarefa da web depois de Fabian coloca a maior aranha em seu lugar. Eles passar para a próxima tarefa onde eles devem seguir as pistas na parede e escolher os líquidos direita e despeje-os em seis tubos diferentes na cabeça de um leão, que irá liberar a cola preso à porta para dentro do túnel seguinte. Enquanto isso, Victor percebe que a última tarefa é a que ele pode resolver-se e assume a liderança na corrida para a máscara. Jerome precisa de ajuda para ganhar de volta o Escudo Frobisher, mas ele não esperava que ela venha de Amber, que tem sido um campeão de pingue-pongue no passado. Nina e Fabian ver Victor com alguns produtos químicos e tornar-se suspeito. Patrícia chama de estimação Eddie Sr. Sweet e melhor amigo. Após Patricia folhas, Eddie convence Mara para carregar seu relatório expondo Vera no site da escola. |                  |                                                                                     |                                                                   |
| 105–106 | 45–46            | "Casa da Acusação/Casa de Hasty" "House of Accusation/House of Hasty"               | 08 de Fevereiro de 2012 25 de Julho de 2012 25 de Julho de 2012   |
| Alfie fica muito feliz quando Jerome faz dele o ping pong treinador. Vera está preocupada com artigo de Mara. Causas zombando de Patricia Eddie para planejar uma brincadeira épico sobre Mr. Sweet. Nos túneis, Victor conclui a tarefa e passa para a próxima tarefa. Senkhara fica furioso e faz com que marca de Nina para queimar. Mara e Vera ir cabeça a cabeça em uma audiência para estabelecer a veracidade das afirmações de Mara. Mas Mara não percebe que ela também é testemunha-chave de Vera. Fabian acha que resolveu a tarefa poções, mas Nina é suspeito que Victor pode ter vencido a ele. Eddie brincadeira sobre Mr. Sweet sai pela culatra em Mara, e ela é expulso. |                  |                                                                                     |                                                                   |
| 107–108 | 47–48            | "Casa da Desculpa/Casa de Hex" "House of Sorry/House of Hex"                        | 09 de Fevereiro de 2012 26 de Julho de 2012 26 de Julho de 2012   |
| A Mara chocado é expulso, enquanto Jerome dispara "Coach" Alfie. Vera tem secretamente subornado seu testemunho - e Trudy ainda é suspeito. Mara não ser expulso, mas não pode trabalhar para o website mais e Sra. Andrews leva o castigo e deixa a escola. Patricia aprende um grande segredo sobre Eddie e Nina recebe más notícias sobre Gran ... Torneio de Jerônimo vai mal. Como Victor está ficando à frente, Senkhara está ficando mais irritado. Ela grita com Nina para visitar Gran vez de trabalhar através dos túneis. Nina fica chateado e diz que Senkhara não existe e caminha por ela. Senkhara, então, diz Nina sua punição "será de punir." No dia seguinte, as palavras inocentes de Nina para seus amigos estão torcida pela Senkhara em feitiços. Nina recebe uma visão de si mesma transformando em Senkhara ea turma Sibuna está fugindo dela. |                  |                                                                                     |                                                                   |
| 109–110 | 49–50            | "Casa do Silêncio/Casa de Klaxons" "House of Silence/House of Klaxons"              | 10 de Fevereiro de 2012 27 de Julho de 2012 30 de Julho de 2012   |
| Alfie acidentalmente revela adversários Jerome usaram bolas tortas e depois o ajuda a vencer a partida. Victor explora a próxima tarefa e é surdo por uma buzina poderosa. Nina percebe que é suas palavras que Hexed seus amigos. Senkhara diz a ela as punições vai durar até que a tarefa está concluída. Patricia perde a voz, Alfie se transforma em uma criança, Fabian perde a memória, e Amber está se transformando de idade. Os Sibunas estão alarmados que Victor tem seu amuleto próprio. Sra. Andrews é substituído por uma professora chamada Sra. Valentine. Devido a Fabian estar enfeitiçada com perda de memória, que ele chama de Alegria "Pam", que envia-la correndo em lágrimas confirmando sua paixão é realmente esmagado. Eddie tenta falar com Patrícia sobre seus sentimentos por ela, e Patricia confirma seus sentimentos com um beijo enquanto Joy caminha sobre eles. Mais tarde, nos túneis, Alfie joga com os chifres, mas ele recebe a música errada. A buzina toca novamente, mas desta vez, o teto racha e começa a entrar em colapso |                  |                                                                                     |                                                                   |
| 111–112 | 51–52            | "Casa de Status/Casa dos Lamentos" "House of Status/House of Laments"               | 13 de Fevereiro de 2012 30 de Julho de 2012 31 de Julho de 2012   |
| O Dollhouse diz aos Sibunas a melodia para a tarefa: uma canção antiga egípcio chamado a Canção de Hathor. Mas ninguém ainda vivo ouviu isso ... Enquanto isso, Amber concorda em ser o rosto da escola em um novo comercial - apesar de envelhecimento em avançar rapidamente - e Mara ouve que Mick tem uma nova namorada e decide fazer-lhe ciúmes fingindo data Jerome. Os Sibunas estão chocados como maldição Alfie rejuvenescimento acelera e transforma-lo em um de 7 anos de idade. Enquanto isso, Patrícia fica preso no banheiro e, acidentalmente, destaca-se Eddie. Nina descobre que Victor tem alguma informação sobre a Canção de Hathor. Relação fingir Jerônimo com Mara chega ao fim e Victor e Vera criam um plano para roubar uma exposição da Biblioteca, que Fabian ouve-os discutir. |                  |                                                                                     |                                                                   |
| 113–114 | 53–54            | "Casa de Heists / Casa de Alibis" "House of Heists/House of Alibis"                 | 14 de Fevereiro de 2012 31 de Julho de 2012 1 de Agosto de 2012   |
| Fabian tenta dizer a Nina sobre o plano de Victor e Vera, mas esquece. Vera rouba o Sino Boi da exposição. Ela escapa sem ser pego, mas cardigan de Vera é pego em vidro e Trudy encontra o pedaço de tecido. Mais tarde, Fabian decide ir para a biblioteca e vê um objeto perdido. Trudy encontra-lo e pensa que ele havia roubado o objeto. Enquanto isso, é a vez de Jerônimo a babá Alfie enquanto Nina é forçada a pedir ajuda Senkhara com a tarefa e ela interpreta a canção para Nina. A gangue Sibuna descem à cave e tente executar a tarefa novamente chifres. Não funciona. E então, Nina faz uma descoberta assustadora em seu quarto. Fabian perda de memória deixa-o incapaz de dar Trudy um álibi. Em seguida, ele encontra sua nota prevendo roubo de Vera. Eddie fica chocado quando Patrícia diz a ele que nunca beijou ninguém antes dele. E assim como Nina está ficando mais a velocidade em que Amber é o envelhecimento, Alfie se transforma em um bebê ... |                  |                                                                                     |                                                                   |
| 115–116 | 55–56            | "Casa de Oblivion/Casa de Snoops" "House of Oblivion/House of Snoops"               | 15 de Fevereiro de 2012 01 de Agosto de 2012 2 de Agosto de 2012  |
| Fabian é agora incapaz de lembrar de seu próprio nome - ele até se esquece de que Nina é. Plantas vera o sino boi em seu quarto, mas ouve Nina e Fabian vindo assim ela se esconde no armário. Eles encontram o sino boi e levá-la para os túneis, a conclusão da tarefa, curando todos eles. Mas suas celebrações são de curta duração, como Victor e hatch Vera seu plano, deixando Nina e seus amigos para entrar em uma armadilha. Plano de Victor e Vera sai pela culatra, deixando os Sibunas para retornar o Sino Boi para a Biblioteca. Alfie, Fabian e Nina explorar o túnel tarefa seguinte e perceber que se terminar esta tarefa, eles vão encontrar a máscara! Senkhara diz Nina que ela fez bem, mas ela não deve desobedecer ela. Patricia tem que admitir para seus amigos que ela vem mantendo um grande segredo, sua irmã gêmea Piper. No andar de cima, Trudy fica mais perto da verdade sobre Vera. |                  |                                                                                     |                                                                   |
| 117–118 | 57–58            | "Casa da Reflexão/Casa de Stooges" "House of Reflections/House of Stooges"          | 16 de Fevereiro de 2012 02 de Agosto de 2012 6 de Agosto de 2012  |
| Um enigma nas dicas da próxima tarefa que é a câmara de final antes que eles atinjam a máscara. Os Sibunas precisa encontrar seis refletores misteriosas. A casa de bonecas mostra os bonecos no escritório de Victor, de modo que o Sibuna ir e tentar encontrar um refletor ... que não podiam encontrar. Eddie decide beijar Patricia novamente, mas, na verdade beijos Piper vez! Victor ouve Nina e Fabian conversando sobre a tarefa final; ele tem um refletor ... relógio de seu pai. E Trudy foi seqüestrado! Mas ela deixa um bilhete estranho para Jasper. Piper (como Patricia) atua tipo de Alfie, já que ela tem uma queda por ele, fazendo queda Alfie no amor com Patricia não sabendo que ele é realmente Piper. Victor tem o primeiro dos refletores e Nina e Amber certo que o próximo é na caixa de Sarah música. Jerome está preocupado quando Jasper começa a ficar obcecado sobre o Gem. Quando Piper (como Patricia) é uma espécie de Eddie, ele começa a questionar sua relação com Patricia. Sr. Doce pede Eddie e Patrícia para jantar. Estranhamente, Patricia aceita. Ela diz Piper ir como ela e diz-lhe que o Sr. Doce é pai de Eddie ... Alegria que ouve. Jasper leva o Gem e se esconde atrás do palco quando ele ouve Jerome vinda. Jerome percebe que a joia está faltando e diz Mr. Sweet. Enquanto isso, Jasper coloca uma volta Gem falso e se esconde. Quando Jerônimo volta com o Sr. Sweet, a Gema está de volta e Jerome está determinado a descobrir quem havia tentado roubá-lo.                                                  |                  |                                                                                     |                                                                   |
| 119–120 | 59–60            | "Casa dos Zodíacos/Casa do Cálculo" "House of Zodiacs/House of Reckoning"           | 17 de Fevereiro de 2012 03 de Agosto de 2012 7 de Agosto de 2012  |
| A corrida é para encontrar todos os refletores - e as pistas se encontram em um gráfico Signo incompleto. Sr. doce não acredita que a jóia foi roubada. Parece que Jerônimo sobre o seu próprio agora ... Enquanto isso, no restaurante, Piper aparece posando como Patricia. Patricia decide manter um olho em Piper. Doce e Eddie são enganados ou seja, até Eddie e seu pai ver tanto Piper e Patricia de pé ao lado do outro ... Nina percebe que Victor tem sua própria cópia do Zodíaco, mas o seu é mais completo! Âmbar faz uma cópia, mas Fabian não consegue decifrar qualquer dos símbolos. Enquanto isso, o computador Jerome hacks de Jasper e prova de que ele está trabalhando para o coletor e depois ele encontra uma chamada codificada a ajuda de Trudy ... |                  |                                                                                     |                                                                   |
| 121–122 | 61–62            | "Casa do Ofício/Casa da Magia" "House of Trades/House of Magic"                     | 21 de Fevereiro de 2012 06 de Agosto de 2012 8 de Agosto de 2012  |
| Patricia sente que Piper é cólica seu estilo. Eddie se sente mal que ele havia beijado Piper acidentalmente, mas Piper diz que é melhor não dizer Patricia. Jerome aprende com Jasper que Trudy foi raptada pelo coletor e ele terá que encontrar um artefato Frobisher Smythe para comprá-la de volta. Victor decide convidar para jantar e Gustave Alfie decide se voluntariar para o entretenimento, fazendo mágica. Os Sibunas descobrir uma porta secreta na câmara de tarefa - mas só vai abrir para um amuleto certo ... que passa a ser de Victor. Alfie e Piper chegar mais perto, mas uma discussão com Patricia faz Piper reconsiderar seu futuro. Pesquisa de Jerônimo de herança Frobisher leva a Nina e sala de Amber, onde ele encontra casa de bonecas de Sarah. Gustave vem para o jantar, e Alfie faz seu truque tomando amuleto de Victor e torná-lo "desaparecer". Depois de Alfie divide o amuleto em pedaços, Victor decide que o amuleto real é as mangas o que leva a Alfie deixar cair o outro pedaço de pano de sua manga. |                  |                                                                                     |                                                                   |
| 123–124 | 63–64            | "Casa de Truques/Casa de Whispers" "House of Tricks/House of Whispers"              | 22 de Fevereiro de 2012 07 de Agosto de 2012 9 de Agosto de 2012  |
| Os Sibunas muito satisfeitos quando Alfie revela amuleto de Victor em uma única peça - tudo parte do truque. Então Nina percebe que alguém havia se mudado da casa de boneca e decide escondê-lo. Piper diz adeus e dá Patricia seu colar. Eddie vem e vê colar Piper sobre Patricia e acredita que ela é Piper e diz "Piper", que ele se sente mal que ele ainda não disse Patrícia sobre o beijo. Patricia está devastada quando Eddie deixa escapar que ele beijou Piper. Jerome acredita Vera roubou a casa de bonecas e Nina e Fabian perceber que Vera é após a máscara. Pares alegria Eddie com Mara para fazer uma história no site da escola renovada. Victor e Vera percebe Alfie tem os enganou e que ele tem o amuleto real. A gangue Sibuna abre a porta secreta usando amuleto de Victor, levando-os para a biblioteca. Fabian ouve Jerônimo e Jasper tramando alguma coisa na biblioteca e começa a pensar que Jasper pode ser um inimigo. Patricia fala para Eddie no escritório do Sr. Sweet e acidentalmente liga o alto-falante, ela menciona que Eddie é filho do Sr. Sweet e toda a escola a ouve. |                  |                                                                                     |                                                                   |
| 125–126 | 65–66            | "Casa da Duplicidade/Casa de Assombrações" "House of Duplicity/House of Hauntings"  | 23 de Fevereiro de 2012 08 de Agosto de 2012 13 de Agosto de 2012 |
| Eddie acha que Patricia em propositadamente pressionado virou o alto-falante para se vingar de Eddie. A corrida é entre Victor e os Sibunas para encontrar os refletores falcão desaparecidas. Victor não encontra nada no quarto de Alfie. Jasper escovas Fabian fora quando ele é confrontado sobre suas conversações secretas com Jerome e Fabian acredita. Nina encontra outro refletor na cozinha: uma taça. Eddie fica chocada quando sua pesquisa artigo revela uma imagem de vídeo de Senkhara. Ele mostra Mara e eles começam uma caça ao fantasma, a criação de câmeras na casa. Ele faz pouco para aliviar o ciúme de Patrícia. Nina percebe que boneca de Sarah é um refletor de falcão, assim como Jerome rouba-lo para Jasper. Jasper acidentalmente diz Jerome onde ele está atendendo a coletor e Jerome decide seguir. Escondendo, Jerome vê Vera e um outro homem com ela. O coletor não quer a boneca ea joga no chão, mas em seguida, Jerome move fazendo um som e Vera chega e tenta ver se Jasper tinha trazido alguém com ele. |                  |                                                                                     |                                                                   |
| 127–128 | 67–68            | "Casa de Coleções/Casa de Especulação" "House of Collections/House of Speculation"  | 24 de Fevereiro de 2012 09 de Agosto de 2012 14 de Agosto de 2012 |
| O Colecionador rejeita oferta de Jasper de boneca de Sarah e Vera não vê Jerome. Mas, então, Vera percebe que Victor precisa de seu olho de vidro - que poderia ser o refletor seguinte! Os Sibunas descobrir que há um refletor em um mosaico ... Trudy tem que jogar fora. Fabian aprende com alegria que está na biblioteca e os Sibunas recuperá-lo. Âmbar esquece de trancar a casa de bonecas e Jerome põe suas mãos sobre ele. A única coisa é que ele não sabe que a câmera Eddie e Mara tinha gravado a coisa toda ... Os Sibunas encontrar seu refletor em terceiro lugar na biblioteca, mas Fabian já sabe Jasper tem mentido para ele. Ao sair dos túneis, Patricia vê Eddie e Mara juntos e grita ... levando-os a acordar. O obter rapidamente uma imagem do seu "fantasma" (que passa a ser de cor âmbar), durante sua participação adega fora. Com provas fotográficas e teoria de Mara que seu fantasma é a "Régua Unknown" (Senkhara), sua história poderia destruir missão secreta a Sibuna mesmo! Nina percebe que a casa de bonecas está faltando e Jerome dá a casa de bonecas para Jasper, que chama o coletor sobre isso. O Colecionador leva a casa de bonecas e não traz Trudy volta ... ficar com raiva, Jasper leva o seu capuz e Jerome fica chocado ao descobrir que o coletor é ... |                  |                                                                                     |                                                                   |
| 129–130 | 69–70            | "Casa da Sabotagem/Casa das Nove Vidas" "House of Sabotage/House of Nine Lives"     | 27 de Fevereiro de 2012 10 de Agosto de 2012 15 de Agosto de 2012 |
| Depois rasga Jasper fora o capô do Colecionador, Jerome descobre que Rufus está de volta! Os Sibunas saber que Eddie tinha backup de arquivos em um drive USB, mesmo que eles tentaram infectar os arquivos de imagem em seu computador, para despachos Nina seus amigos em missões diferentes, Fabian tem para tentar convencer Joy não correr a história, Patricia deve desculpar com Eddie, e Amber e Alfie deve roubar câmera de Eddie. Jerome e Jasper seguir Rufus e Jerome diz Jasper quem ele é, e eles caem de volta. Vera encontra outro refletor, um pedaço de vidro colorido da janela do seu quarto; Joy concorda em não publicar a história, com a condição de que seus beijos Fabian, Nina ouve isso e está desanimado até Fabian diz Joy ele não pode fazê-lo e revela seus verdadeiros sentimentos por Nina, mas Joy decide não publicar a história de qualquer maneira; Eddie reconcilia com Patricia. Alfie e Amber roubar câmera de Eddie e saber que Jerome roubou a casa de bonecas e os dois confrontá-lo. Ele então revela Rufus está vivo e que ele seus chantagem Jasper com a ameaça de prejudicar Fabian e Vera está trabalhando para ele e descobrir que ela é uma agente dupla, o Sibunas e Jerome tente dizer isso, mas Victor não acredita eles. Amber e Patricia então overhear que Victor tem três refletores e ouve Vera que os Sibunas têm os três restantes. Rufus depois visita Trudy e interroga-lhe sobre a casa de bonecas, mas quando ela não dá informações suficientes, ele diz que não precisa mais dela, para desgosto de Trudy. |                  |                                                                                     |                                                                   |
| 131–132 | 71–72            | "Casa das Falsificações/Casa de Hijack" "House of Forgeries/House of Hijack"        | 28 de Fevereiro de 2012 13 de Agosto de 2012 16 de Agosto de 2012 |
| As crianças persuadir Jasper para oferecer Rufus máscara a réplica da biblioteca enquanto eles resgatam Trudy, no entanto, Alfie e Nina tem que fazer um teste deixando Amber, Jerome, e Fabian para resgatar Trudy. Mas eles estão presos no celeiro por Vera e Patrícia e Nina não pode resgatá-los porque armadilhas Senkhara-los querendo os dois a se concentrar na busca da máscara. Alfie consegue resgatar as crianças, mas acidentalmente destrói a casa de bonecas e bate Trudy inconsciente que esquece tudo sobre Vera eo coletor. Senkhara promete ajudar a conseguir os três refletores de volta por abrandar o progresso de Victor; Joy interpreta o conselho da Sra. Valentine e decide escrever um post rude sobre Nina em um blog por um blogueiro anônimo chamado "Jack Jackal"; Rufus se reúne com Vera e promete compartilhar o poder da máscara de Anúbis com ela, Victor tem um sonho de ficar marcado por Vera Senkhara, mas quando ela não aparece para fazer café da manhã e Victor tenta encontrar Vera, ele faz uma descoberta terrível |                  |                                                                                     |                                                                   |
| 133–134 | 73–74            | "Casa do Congelamento/Casa do Tempo" "House of Freeze/House of Timeout"             | 29 de Fevereiro de 2012 14 de Agosto de 2012 20 de Agosto de 2012 |
| Quando um artigo venenoso sobre Nina aparece no site da escola, a especulação é abundante sobre a identidade da escola fantasma blogueiro. A fim de salvar Vera, Victor escotilhas um plano e deixa seus refletores em seu escritório, sabendo que Sibuna vai bisbilhotar e encontrá-los quando ele sai. A gangue consegue encontrar os objetos, e Fabian também encontra zodíaco completou Victor, juntamente com uma lista de onde ele acredita que os refletores restantes são. Alfie e Amber ir para o sótão para recuperar o refletor do vitral, mas, sem saber que Vera é ainda catatônico perto (escondida sob um cobertor por Victor), eles acidentalmente revelar a existência da passagem entre os túneis e à biblioteca. Enquanto isso, Mara sabe que Jack Jackal não escrever o blog ódio em Nina, como ela mesma é Jack Jackal. Depois de cutucar Alegria de informação, alegria hesitante admite que ela escreveu no blog. Vera agora tem a marca de Anúbis e os Sibunas tem todos os refletores, mas eles correm fora do tempo e do refletor destaca desaparecer. Fabian descobre que Joy escreveu o artigo e fica louco. Gran condição se deteriora e Fabian faz uma terrível descoberta no hospital: sua avó é o pedaço de tempo e ela tem a marca de anubis. |                  |                                                                                     |                                                                   |
| 135–136 | 75–76            | "Casa dos Refletores/Casa da Ilusão" "House of Reflectors/House of Illusion"        | 01 de Março de 2012 15 de Agosto de 2012 21 de Agosto de 2012     |
| Joy tenta se desculpar com Nina, que está chateado com vovó sendo amaldiçoado, mas a quadrilha não é ter e elas congelam Joy fora. Sibuna percebe que, a fim de completar a tarefa, eles vão ter que pedir uma "Sibuna temp" para segurar o refletor sexta, assim que Patricia escotilhas um plano para trazer um vendados Eddie nos túneis sob o pretexto de uma "data". Sibuna e Eddie alheio conseguem completar a tarefa e entrar na câmara final. No entanto, a máscara está longe de ser encontrado e Fabian determina que, para passar, eles devem jogar o antigo jogo de Senet. Jerome é suspeito de último artigo Jack Jackal sobre uma relação pai-filho, e confronta Joy sobre isso. Alegria permite Jerome pensar que ela escreveu o artigo, e que ela sabe que informações pessoais de Jerônimo a respeito de seu pai, porque Mara disse a ela. No entanto, depois de uma Jerome ferido confronta Mara sobre isso, a verdade é revelada. Mr. Sweet licenças Mara para escrever para o blog mais uma vez e Jerônimo e Eddie revelar a todos os colegas que Joy escreveu o artigo odioso sobre Nina. Rufus descobre que ele tem uma máscara falsa e ameaça Vera para levá-lo a um real. |                  |                                                                                     |                                                                   |
| 137–138 | 77–78            | "Casa dos Sonhos/Casa das Armadilhas" "House of Dreams/House of Pitfalls"           | 02 de Março de 2012 16 de Agosto de 2012 22 de Agosto de 2012     |
| Os Sibunas percebem que devem jogar o jogo de Senet egípcio antigo - e as apostas são altas. Alegria ainda está recebendo um tempo difícil por causa de Mara, por isso, quando o Sr. doce diz a ela para entrar Mara na competição blog, Joy faz outros planos. Trudy está a ter sonhos estranhos. Victor e Vera secretamente praticar Senet em seu escritório, enquanto os Sibunas atender Jasper que lhes diz Rufus sabe que ele está enganado, e ele faz isso logo após os Sibunas encontrar as regras sobre um azulejo incompatíveis no chão da biblioteca. Jerome finalmente faz o seu movimento em Mara, apenas para descobrir que ela ainda não acabou Mick. Abaixo de túneis, ocorre uma catástrofe quando Nina move-se para a praça errado e no chão dá lugar embaixo dela. |                  |                                                                                     |                                                                   |
| 139–140 | 79–80            | "Casa dos Fantasmas/Casa da Entrega" "House of Phantoms/ House of Surrender"        | 05 de Março de 2012 17 de Agosto de 2012 23 de Agosto de 2012     |
| Os Sibunas estão sofrendo com o desaparecimento de Nina e deve cobrir para ela na escola e de um suspeito e Victor Vera em casa, bem como manter uma Senkhara furioso na baía. Alegria entra em seu artigo para o concurso, mas Mara acha que seu artigo foi introduzido. Eddie sabe que a alegria havia mentido para Mara e Jerome conta. Nina acorda e encontra-se em uma cela subterrânea, e ela não está sozinha ... Um Fabian angustiado vai dizer ao senhor tudo o doce, mas depois quando o Sr. doce não está no escritório, ele ouve Nina chamando debaixo perceber que Nina ainda está vivo. Patricia tenta ser mais couply com o namorado Eddie, que só serve para alarmá-lo. Nina vê o fantasma Victor Rodenmark Sr. 's. Sob pressão, Fabian faz um movimento errado, Senet e as coisas ainda piores para os Sibunas. |                  |                                                                                     |                                                                   |
| 141–142 | 81–82            | "Casa da Estratégia/Casa da Memória" "House of Strategy/ House of Memory"           | 06 de Março de 2012 20 de Agosto de 2012 27 de Agosto de 2012     |
| Alfie consegue escapar graças cai para Patricia. Eddie e Joy Jerome revelam que não submeter o artigo de Mara para a competição web. A quadrilha é deixado abalada após Alfie, perto de miss e Fabian recruta Joy como estrategista - eles têm que ganhar esse jogo de alguma forma. Nina descobre que cada um escolhido tem um campeão especial para protegê-la. Trudy chama um médico para ajudá-la a levá-la de volta a memória, mas um Vera desesperado decide intervir cancelando a nomeação verdadeira Trudy e pedir a alguém para fingir ser seu médico. Fabian vê Victor jogo Senet. Alfie e Amber decidir para espioná-la e ao médico e descobrir que o "doutor" colocado memórias falsas na cabeça de Trudy e que Vera quer fazer o mesmo com Sibuna. Enquanto isso, Joy tenta se familiarizar com a tarefa Senet na biblioteca quando um homem secreto, que era médico de Trudy visita Jasper e tira sua máscara |                  |                                                                                     |                                                                   |
| 143–144 | 83–84            | "Casa dos Pretendentes/Casa dos Problemas" "House of Pretenders/ House of Trouble"  | 07 de Março de 2012 21 de Agosto de 2012 28 de Agosto de 2012     |
| joy médico percebe que Trudy foi Rufus. Vera segue as instruções do médico para tentar controlar os Sibunas, sem saber que eles estão jogando bem, a fim de descobrir o quanto sabe sobre Victor Senet. Mas seu plano falha quando há problemas na loja para Alfie, e Victor ... Jerome sabe que está em apuros quando ele é executado em Rufus esgueirando Anubis casa. Alfie cai pelo chão e se encontra com Nina. Rufus sequestra Jerome e ninguém sabe onde ele está. Victor fica horrorizado com a perda de Alfie no conselho Senet e culpa Vera por sugerir que eles usam os alunos como peões. Âmbar pensa ela e Alfie deve voltar a ficar juntos novamente. Senkhara caças para a Osíris, visitando tanto Eddie e Fabian na noite. |                  |                                                                                     |                                                                   |
| 145–146 | 85–86            | "Casa das Armadilhas/Casa dos Erros" "House of Traps/ House of Mistakes"            | 08 de Março de 2012 22 de Agosto de 2012 29 de Agosto de 2012     |
| Eddie e Fabian têm o mesmo sonho estranho. Victor Irmã diz Nina tomar cuidado Senkhara e folhas para o bem. Mara ganha blogueiro do ano, mas está se tornando muito preocupado com o desaparecimento de Jerônimo para comemorar. Eddie está frustrada com a vida de Patrícia Sibuna secreto e catástrofe da gangue quando Fabian e Joy discordam sobre como terminar a tarefa. Ele terá de se eles estão para terminar a tarefa. Enquanto isso, Eddie lembra o nome de Jerônimo "tio" - mas ele não entende por Patrícia está tão alarmado. Victor está começando a se perguntar se as crianças estavam bem sobre Vera e ele faz uma descoberta chocante em seu quarto. Senkhara está ficando chateado que Alegria e Fabian tinha escolhido para salvar Nina e seus amigos, em vez de a chave da máscara. |                  |                                                                                     |                                                                   |
| 147–148 | 87–88            | "Casa das Missões/Casa dos Cativeiros" "House of Missions/ House of Captives"       | 09 de Março de 2012 23 de Agosto de 2012 30 de Agosto de 2012     |
| Eddie ajuda a Mara para ver o quanto Jerome significa para ela. Mick veio visitar a falar as coisas, tornando Mara muito ansioso por causa de seu relacionamento recente e complicada, com Jerome. Enquanto isso, Victor enfrenta Vera e Patrícia diz que as Sibunas Rufus tomou Jerome. Fabian, Patricia e Alfie ir para resgatá-lo, enquanto Amber, Nina e Joy tentar encontrar uma chave de reposição para a máscara na biblioteca Frobisher. Eddie obtem-se em apuros depois de seguir o de Sibuna para o celeiro e Fabian, Patricia e Alfie descobrir o que realmente quer o Rufus Máscara para, para entrar em vida após a morte como um Deus. |                  |                                                                                     |                                                                   |
| 149–150 | 89–90            | "Casa do Escolhido/Casa da Liberdade" "House of the Chosen/ House of Freedom"       | 09 de Março de 2012 24 de Agosto de 2012 31 de Agosto de 2012     |
| Sibuna descobre a verdade terrível de plano de Senkhara; se Nina veste a máscara, Senkhara terá seu corpo e se tornar uma Deusa, deixando os dois para viver e governar em vida após a morte para sempre. A corrida começa e é uma corrida contra o tempo para obter a máscara e para avisar Nina do que vai acontecer |                  |                                                                                     |                                                                   |

## 3ª Temporada:The Reawakening(2013)
- A temporada se chama "House of Anubis: The Reawakening".
- Foi a primeira temporada da série que ganhou um subtítulo.
- Em 16 de abril de 2012 se confirmou a realização de 3ª temporada.[1]
- Nesta temporada, cada episódio terá 30 minutos de duração, como dois episódios são exibidos por dia, cada dia terá uma hora de exibição da série.
- Nathalia Ramos mencionou que não estará presente na 3ª temporarada, porque irá dedicar-se aos estudos.[2]
- O personagem Rufus Zeno não aparecerá pois ele foi para "o mundo dos mortos" junto com a Senkhara.
- Bobby Lockwood não irá mais participar da série, pois irá fazer a série Wolfblood da CBBC. Mesmo assim ele fez uma pequena aparição na cena final do último episódio, "House of Heroes", ao fundo da cena.
- A temporada irá contar com duas novas personagens: KT Rush (Alexandra Shipp) e Willow Jenks (Louisa Connelly-Burnham).
- A filmagem levou sete meses.
- Com a saída de Nina Martin (Nathalia Ramos), o personagem principal será Eddie (Burkely Duffield).
- Esta é a última temporada de Amber (Ana Mulvoy Ten) e Mara (Tasie Lawrence).
- Nos EUA, a terceira temporada só teve episódios duplos do episódio 1 ao 12, que duravam 1 hora (com intervalos). A partir do episódio 13, o TeenNick passou a exibir somente um episódio por dia de 30 minutos (com intervalos) de segunda à quinta. A Nickelodeon Brasil irá exibir um episódio de 30 minutos de duração (com intervalos) todos os sábados e domingos a partir do dia 04 de maio de 2013.
- O episódio 41 será o especial de 90 minutos "The Touchstone of Ra"[3].

| Ep. da Série | Ep. da Temporada | Título do Episódio                              | Datas de Exibição                                                                  |
| --- | ---------------- | ----------------------------------------------- | ---------------------------------------------------------------------------------- |
| 151 | 1                | "Casa das Chegadas" "House of Arrivals"         | 3 de janeiro de 2013 4 de maio de 2013 15 de abril de 2013                         |
| 152 | 2                | "Casa dos Presentes" "House of Presents"        | 3 de janeiro de 2013 5 de maio de 2013 16 de abril de 2013                         |
| 153 | 3                | "Casa da Verdade" "House of Truth"              | 10 de janeiro de 2013 11 de maio de 2013 17 de abril de 2013                       |
| 154 | 4                | "Casa dos Hieróglifos" "House of Hieroglyphs"   | 10 de janeiro de 2013 12 de maio de 2013 18 de abril de 2013                       |
| 155 | 5                | "Casa das Surpresas" "House of Revelations"     | 17 de janeiro de 2013 18 de maio de 2013 19 de abril de 2013                       |
| 156 | 6                | "Casa das Perguntas" "House of Questions"       | 17 de janeiro de 2013 19 de maio de 2013 22 de abril de 2013                       |
| 157 | 7                | "Casa do Pi" "House of Pi"                      | 24 de janeiro de 2013 25 de maio de 2013 23 de abril de 2013                       |
| 158 | 8                | "Casa da Desconfiança" "House of Mistrust"      | 24 de janeiro de 2013 26 de maio de 2013 24 de abril de 2013                       |
| 159 | 9                | "Casa das Artimanhas" "House of Trickery"       | 31 de janeiro de 2013 1 de junho de 2013 25 de abril de2013                        |
| 160 | 10               | "Casa da Reunião" "House of Unity"              | 31 de janeiro de 2013 2 de junho de 2013 26 de abril de2013                        |
| 161 | 11               | "Casa do Aprisionamento" "House of Entrapment"  | 7 de fevereiro de 2013 8 de junho de 2013 29 de abril de 2013                      |
| 162 | 12               | "Casa das Irmãs" "House of Sisters"             | 7 de fevereiro de 2013 9 de junho de 2013 30 de abril de 2013                      |
| 163 | 13               | "Casa das Tumbas" "House of Tombs"              | 25 de fevereiro de 2013 8 de junho de 2013 1 de maio de 2013                       |
| 164 | 14               | "Casa do Contrabando" "House of Smugglings"     | 26 de fevereiro de 2013 9 de junho de 2013 2 de maio de 2013                       |
| 165 | 15               | "Casa da Expectativa" "House of Antecipation"   | 27 de fevereiro de 2013 15 de junho de 2013 3 de maio de 2013                      |
| 166 | 16               | "Casa do Foi Por Pouco" "House of Close Calls"  | 28 de fevereiro de 2013 16 de junho de 2013 6 de maio de 2013                      |
| 167 | 17               | "Casa da Agitação" "House of Hustle"            | 4 de março de 2013 22 de junho de 2013 7 de maio de 2013                           |
| 168 | 18               | "Casa Do Projeto" "House of Set-Up"             | 5 de março de 2013 23 de junho de 2013 8 de maio de 2013                           |
| 169 | 19               | "Casa da História" "House of History"           | 6 de março de 2013 29 de junho de 2013 9 de maio de 2013                           |
| 170 | 20               | "Casa do Eclipse" "House of Eclipse"            | 7 de março de 2013 30 de junho de 2013 10 de maio de 2013                          |
| 171 | 21               | "Casa do Despertar" "House of Awakening"        | 11 de março de 2013 6 de julho de 2013 13 de maio de 2013                          |
| 172 | 22               | "Casa dos Sarcófagos" "House of Sarcophagi"     | 12 de março de 2013 7 de julho de 2013 14 de maio de 2013                          |
| 173 | 23               | "Casa da Posseção" "House of Possesion"         | 13 de março de 2013 13 de julho de 2013 15 de maio de 2013                         |
| 174 | 24               | "Casa da Ganância" "House of Greed"             | 14 de março de 2013 14 de julho de 2013 16 de maio de 2013                         |
| 175 | 25               | "Casa das Decepções" "House of Deceptions"      | 18 de março de 2013 20 de julho de 2013 17 de maio de 2013                         |
| 176 | 26               | "Casa do Arco-Íris" "House of Rainbow"          | 19 de março de 2013 21 de julho de 2013 20 de maio de 2013                         |
| 177 | 27               | "Casa dos Inimigos" "House of Enemies"          | 20 de março de 2013 27 de julho de 2013 21 de maio de 2013                         |
| 178 | 28               | "Casa da Surpresa" "House of Surprise"          | 21 de março de 2013 28 de julho de 2013 22 de maio de 2013                         |
| 179 | 29               | "Casa da Vitória" "House of Winning"            | 25 de março de 2013 3 de agosto de 2013 23 de maio de 2013                         |
| 180 | 30               | "Casa da Luz do Luar" "House of Moonlighting"   | 26 de março de 2013 4 de agosto de 2013 24 de maio de 2013                         |
| 181 | 31               | "Casa da Deslealdade" "House of Treachery"      | 27 de março de 2013 10 de agosto de 2013 27 de maio de 2013                        |
| 182 | 32               | "Casa dos Impostores" "House of Imposters"      | 28 de março de 2013 11 de agosto de 2013 28 de maio de 2013                        |
| 183 | 33               | "Casa da Habilidade" "House of Cunning"         | 1 de abril de 2013 17 de agosto de 2013 29 de maio de 2013                         |
| 184 | 34               | "Casa da Suspeita" "House of Suspicion"         | 2 de abril de 2013 18 de agosto de 2013 30 de maio de 2013                         |
| 185 | 35               | "Casa da Captura" "House of Capture"            | 3 de abril de 2013 24 de agosto de 2013 31 de maio de 2013                         |
| 186 | 36               | "Casa do Coração Partido" "House of Heartbreak" | 4 de abril 2013 25 de agosto de 2013 3 de junho de 2013                            |
| 187 | 37               | "Casa do Ouriço" "House of Hog"                 | 8 de abril de 2013 7 de setembro de 2013 4 de junho de 2013                        |
| 188 | 38               | "Casa da Derrota" "House of Defeat"             | 9 de abril de 2013 8 de setembro de 2013 5 de junho de 2013                        |
| 189 | 39               | "Casa de Ammut" "House of Ammut"                | 10 de abril de 2013 14 de setembro de 2013 6 de junho de 2013                      |
| 190 | 40               | "Casa dos Heróis" "House of Heroes"             | 11 de abril de 2013 21 de setembro de 2013 7 de junho de 2013                      |
| 191 | 41               | "A Pedra de Rá" The Touchstone of Ra"           | 14 de junho de 2013 17 de junho de 2013 28 de setembro de 2013 28 de junho de 2013 |
| Os residentes da Casa de Anubis estão se preparando para a formatura quando um grupo de novos alunos inesperadamente se muda para a Casa de Anubis, e um passeio para um museu egípcio faz com que uma pedra misteriosa que pode colocar o mundo em uma era maligna caia das mãos dos Sibunas. Os Sibunas encontram seu maior desafio: desvendar os segredos que A Pedra de Toque de Rá esconde. À medida que a pedra começa a provocar problemas, cabe ao líder do grupo, Eddie Miller, e aos Sibunas, resolver o mistério antes que seja tarde de mais, e apenas um deles pode parar o grande mal que o poder da pedra provoca. - Nota: Este episódio é um filme/especial de 90 minutos. |                  |                                                 |                                                                                    |